# Associazione Calcio Cesena 2008-2009
Questa voce raccoglie le informazioni riguardanti l'Associazione Calcio Cesena nelle competizioni ufficiali della stagione 2008-2009.

## Stagione
Per la stagione 2008-2009, l'allenatore Fabrizio Castori recede il contratto e lascia definitivamente la Romagna, così come il capitano Emiliano Salvetti. A Cesena arriva Pierpaolo Bisoli, ex centrocampista di Cagliari, Perugia e Brescia, che, insieme al ds Minotti, ricostruisce la squadra. Vengono rinnovati 4.700 abbonamenti. La prima vittoria della stagione arriva alla terza giornata (col Portogruaro); a novembre la squadra è a metà classifica e nel mese di dicembre arrivano quattro vittorie consecutive (contro Lumezzane, SPAL, Cremonese e Verona) che portano il Cesena ai piani alti della classifica; Motta è il vicecapocannoniere del campionato. Il 2009 si apre con una sconfitta di misura a Reggio Emilia. Il 19 gennaio c'è il derby con il Ravenna: sotto (0-2) dopo 25 minuti, Veronese accorcia le distanze a un quarto d'ora dalla fine, poi nei minuti dal 90' al 93' Djuric ed ancora Veronese ribaltano il risultato, consegnando la vittoria al Cesena. Comincia quindi un altro ciclo di vittorie, prima contro il Portogruaro,  poi Sambenedettese e Lecco dopo la quale il Cesena aggancia la vetta della classificata (siamo al 15 febbraio). Comincia così il duello a distanza con la Pro Patria, squadra che veleggia in testa dall'inizio del campionato. Il calendario prevede lo scontro diretto il 6 aprile. Il Cesena fallisce una sola delle tappe di avvicinamento (a Crema) e le due squadre arrivano all'appuntamento a pari punti: la partita si svolge davanti a 12.000 spettatori e termina (0-0). Nel turno successivo, alla vigilia di Pasqua, il Cesena perde a Monza; i rivali invece vincono e si riportano a +3 in classifica. A cinque giornate dalla fine arrivano un successo con il Venezia ed un pareggio con il Lumezzane. A Ferrara, dove non aveva mai vinto, il Cesena fa bottino pieno. I bianconeri tornano in lizza per la promozione diretta in Serie B. Si arriva alla penultima giornata del torneo, con Cesena e Pro Patria ancora appaiate in testa alla classifica (i lombardi hanno il vantaggio negli scontri diretti). Il Cesena batte (1-0) la Cremonese, la Pro Patria, invece è bloccata (1-1) in casa dalla Sambenedettese. A 90 minuti dalla fine avviene il sorpasso. All'ultima giornata 3.700 tifosi raggiungono Verona, dove il Cesena si gioca la promozione: le due squadre non vanno oltre lo (0-0). Anche la Pro Patria pareggia  (0-0) a Padova, e così il Cesena ottiene la promozione diretta in Serie B, facendovi ritorno dopo solo un anno di Lega Pro Prima Divisione.

## Rosa
| N. |                   | Ruolo | Calciatore         |
| -- | ----------------- | ----- | ------------------ |
|    | Italia (bandiera) | P     | Nicola Ravaglia    |
|    | Italia (bandiera) | P     | Michele Tardioli   |
|    | Italia (bandiera) | D     | Dario Biasi        |
|    | Italia (bandiera) | D     | Roberto Biserni    |
|    | Italia (bandiera) | D     | Fabio Cusaro       |
|    | Italia (bandiera) | D     | Maurizio Lauro     |
|    | Italia (bandiera) | D     | Daniele Molino     |
|    | Italia (bandiera) | D     | Luca Ricci         |
|    | Italia (bandiera) | D     | Giovanni Rossi     |
|    | Italia (bandiera) | D     | Denis Tonucci      |
|    | Italia (bandiera) | D     | Fabio Vignati      |
|    | Italia (bandiera) | C     | Marco Bonura       |
|    | Italia (bandiera) | C     | Luca Ceccarelli    |
|    | Italia (bandiera) | C     | Nicola Campedelli  |
|    | Italia (bandiera) | C     | Giuseppe De Feudis |

| N. |                                 | Ruolo | Calciatore                |
| -- | ------------------------------- | ----- | ------------------------- |
|    | Italia (bandiera)               | C     | Stefano Fattori           |
|    | Italia (bandiera)               | C     | Stefano Mondini           |
|    | Italia (bandiera)               | C     | Cosimo Palumbo            |
|    | Italia (bandiera)               | C     | Luigi Piangerelli         |
|    | Brasile (bandiera)              | C     | Luiz Gabriel Sacilotto    |
|    | Italia (bandiera)               | C     | Gianluca Segarelli        |
|    | Italia (bandiera)               | C     | Moreno Zebi               |
|    | Italia (bandiera)               | C     | Ezequiel Schelotto        |
|    | Brasile (bandiera)              | A     | Alessandro da Cruz Aragao |
|    | Argentina (bandiera)            | A     | Franco Chiavarini         |
|    | Bosnia ed Erzegovina (bandiera) | A     | Milan Đurić               |
|    | Italia (bandiera)               | A     | Andrea Ferretti           |
|    | Italia (bandiera)               | A     | Emanuele Giaccherini      |
|    | Italia (bandiera)               | A     | Simone Motta              |
|    | Italia (bandiera)               | A     | Marco Veronese            |

## Risultati

### Lega Pro Prima Divisione

#### Girone di andata
| Arbitro: | Barbeno (Brescia) |

|           |           |                      |
| Motta 47’ | Marcatori | 27’ Maschio 70’ Zini |

| Arbitro: | Corletto (Castelfranco Veneto) |

|                                     |           |                |
| Zizzari 74’ (rig.) Gerbino Polo 78’ | Marcatori | 13’ Chiavarini |

| Arbitro: | Gallione (Alessandria) |

|                |           |  |
| Chiavarini 13’ | Marcatori |  |

| San Benedetto del Tronto 22 settembre 2008 4ª giornata | Sambenedettese       | 0 – 0 | Cesena | Stadio Riviera delle Palme\| Arbitro: \| Colasanti (Grosseto) \| |
| Arbitro:                                               | Colasanti (Grosseto) |       |        |                                                                  |

| Arbitro: | De Faveri (San Donà di Piave) |

|            |           |           |
| Bonura 84’ | Marcatori | 53’ Corti |

| Legnano 5 ottobre 2008 6ª giornata | Legnano          | 0 – 0 | Cesena | Stadio Giovanni Mari\| Arbitro: \| Bergher (Rovigo) \| |
| Arbitro:                           | Bergher (Rovigo) |       |        |                                                        |

| Arbitro: | Trentalange (Nichelino) |

|               |           |  |
| Chiavarini 8’ | Marcatori |  |

| Arbitro: | Coccia (San Benedetto del Tronto) |

|                                            |           |            |
| Motta 11’ Chiavarini 40’ Giaccherini 90+4’ | Marcatori | 30’ Preite |

| Arbitro: | Doveri (Roma) |

|              |           |  |
| Di Nardo 11’ | Marcatori |  |

| Arbitro: | Giancola (Vasto) |

|           |           |                  |
| Motta 32’ | Marcatori | 42’ (rig.) Gallo |

| Arbitro: | Nasca (Bari) |

|                                         |           |           |
| Toledo 41’ Correa 53’ (rig.) Fofana 70’ | Marcatori | 62’ Motta |

| Arbitro: | Cafari Panico (Cassino) |

|                                        |           |  |
| Veronese 52’ Giaccherini 80’ Motta 86’ | Marcatori |  |

| Arbitro: | Zonno (Bari) |

|                  |           |             |
| Momentè 45’, 58’ | Marcatori | 90+4’ Motta |

| Arbitro: | Intagliata (Siracusa) |

|  |           |                                       |
|  | Marcatori | 30’ De Feudis 77’ (rig.), 90+3’ Motta |

| Arbitro: | Meli (Parma) |

|                             |           |                  |
| Veronese 14’ Chiavarini 69’ | Marcatori | 90’ La Grottería |

| Arbitro: | Massa (Imperia) |

|               |           |                         |
| Temelin 90+2’ | Marcatori | 31’ De Feudis 70’ Motta |

| Arbitro: | Carbone (Napoli) |

|                        |           |             |
| Motta 45+3’ Cusaro 74’ | Marcatori | 12’ Scapini |

#### Girone di ritorno
| Arbitro: | Lupo (Matera) |

|             |           |  |
| Stefani 51’ | Marcatori |  |

| Arbitro: | Tasso (La Spezia) |

|                              |           |                         |
| Veronese 72’, 90’ Djuric 88’ | Marcatori | 3’ Zizzari 25’ Ferrario |

| Arbitro: | Santonocito (Abbiategrasso) |

|  |           |                                  |
|  | Marcatori | 36’ (aut.) Gotti 52’ Giaccherini |

| Arbitro: | Tramontina (Udine) |

|               |           |  |
| De Feudis 75’ | Marcatori |  |

| Arbitro: | Massa (Imperia) |

|  |           |                        |
|  | Marcatori | 83’ (rig.) Giaccherini |

| Arbitro: | Carbone (Napoli) |

|               |           |              |
| Sacilotto 26’ | Marcatori | 90’ Nizzetto |

| Arbitro: | Paparazzo (Catanzaro) |

|                    |           |  |
| Le Noci 61’ (rig.) | Marcatori |  |

| Arbitro: | Guida (Torre Annunziata) |

|  |           |                               |
|  | Marcatori | 55’ Sacilotto 59’ Giaccherini |

| Arbitro: | Magno (Catania) |

|                          |           |            |
| Sacilotto 14’ Cusaro 51’ | Marcatori | 24’ Jidayi |

| Arbitro: | La Mura (Nocera Inferiore) |

|            |           |            |
| Rubino 46’ | Marcatori | 90’ Djuric |

| Cesena 6 aprile 2009 28ª giornata | Cesena           | 0 – 0 | Pro Patria | Stadio Dino Manuzzi\| Arbitro: \| Giancola (Vasto) \| |
| Arbitro:                          | Giancola (Vasto) |       |            |                                                       |

| Arbitro: | Gallione (Alessandria) |

|                        |           |  |
| Torri 30’ P. Rossi 36’ | Marcatori |  |

| Arbitro: | Colasanti (Grosseto) |

|                             |           |  |
| Djuric 38’ Motta 47’, 90+3’ | Marcatori |  |

| Arbitro: | G. Stefanini (Livorno) |

|           |           |                    |
| Motta 76’ | Marcatori | 16’ (rig.) Pintori |

| Arbitro: | Baratta (Salerno) |

|  |           |               |
|  | Marcatori | 71’ Schelotto |

| Arbitro: | Viti (Campobasso) |

|          |           |  |
| Motta 4’ | Marcatori |  |

| Verona 17 maggio 2009 34ª giornata | Verona                   | 0 – 0 | Cesena | Stadio Marcantonio Bentegodi\| Arbitro: \| Guida (Torre Annunziata) \| |
| Arbitro:                           | Guida (Torre Annunziata) |       |        |                                                                        |

### Coppa Italia
| Arbitro: | Palazzino (Ciampino) |

|                                            |           |          |
| Ferretti 41’ Tonucci 87’ Giaccherini 90+4’ | Marcatori | 4’ Rizzi |

| Arbitro: | Celi (Campobasso) |

|                                             |           |            |
| Tricarico 3’ Ciarcià 21’ Fava Passaro 90+1’ | Marcatori | 4’ Tonucci |

### Coppa Italia Lega Pro
| Arbitro: | Costantini (Perugia) |

|                                        |           |             |
| Ferretti 55’ Giaccherini 63’ Motta 83’ | Marcatori | 58’ Emerson |

| Arbitro: | Vivenzi (Brescia) |

|  |           |                           |
|  | Marcatori | 10’ A. Rizzo 77’ Graziani |

### Supercoppa di Lega di Prima Divisione
| Gallipoli 24 maggio 2009 Andata | Gallipoli        | 0 – 0 referto | Cesena | Stadio Antonio Bianco\| Arbitro: \| Carbone (Napoli) \| |
| Arbitro:                        | Carbone (Napoli) |               |        |                                                         |

| Arbitro: | Coccia (San Benedetto del Tronto) |

|                 |           |                                |
| Giaccherini 84’ | Marcatori | 7’ (aut.) Cusaro 86’ Buzzegoli |

## Statistiche

### Statistiche di squadra
| Competizione                          | Punti         | In casa | In casa | In casa | In casa | In casa | In casa | In trasferta | In trasferta | In trasferta | In trasferta | In trasferta | In trasferta | Totale | Totale | Totale | Totale | Totale | Totale | DR  |
| Competizione                          | Punti         | G       | V       | N       | P       | Gf      | Gs      | G            | V            | N            | P            | Gf           | Gs           | G      | V      | N      | P      | Gf     | Gs     | DR  |
| ------------------------------------- | ------------- | ------- | ------- | ------- | ------- | ------- | ------- | ------------ | ------------ | ------------ | ------------ | ------------ | ------------ | ------ | ------ | ------ | ------ | ------ | ------ | --- |
| Lega Pro Prima Divisione              | 60            | 17      | 11      | 5       | 1       | 27      | 12      | 17           | 6            | 4            | 7            | 15           | 14           | 34     | 17     | 9      | 8      | 42     | 26     | +16 |
| Coppa Italia                          | Secondo Turno | 1       | 1       | 0       | 0       | 3       | 1       | 1            | 0            | 0            | 1            | 1            | 3            | 2      | 1      | 0      | 1      | 4      | 4      | 0   |
| Coppa Italia Serie C                  | Secondo Turno | 2       | 1       | 0       | 1       | 3       | 3       | 0            | 0            | 0            | 0            | 0            | 0            | 2      | 1      | 0      | 1      | 3      | 3      | 0   |
| Supercoppa di Lega di Prima Divisione | Finalista     | 1       | 0       | 0       | 1       | 1       | 2       | 1            | 0            | 1            | 0            | 0            | 0            | 2      | 0      | 1      | 1      | 1      | 2      | -1  |
| Totale                                | -             | 21      | 13      | 5       | 3       | 34      | 18      | 19           | 6            | 5            | 8            | 16           | 17           | 40     | 19     | 10     | 11     | 50     | 35     | +15 |